# Мистерия-Буфф (группа)
«Мистерия-Буфф» — советская и российская рок-группа, основанная в 1979 году в Москве гитаристом Борисом Носачёвым.

## История
Идея создания песен на стихи Владимира Маяковского возникла у основателя группы Бориса Носачёва в 1975 году в период службы в армии. В 1976-1978 годах он сочинил несколько таких песен, а в 1979 году создал музыкальный коллектив, позаимствовав название у пьесы «Мистерия-буфф». В первый состав группы помимо Носачёва вошли бас-гитарист Александр Семёнов и барабанщик Геннадий Куприх.
Начиная с 1979 года группа выступала на сейшенах в московских школах, институтах и на танцплощадках. Одно отделение концерта состояло из песен на стихи Маяковского, второе — из кавер-версий песен английских и американских групп, таких как Grand Funk Railroad и Led Zeppelin.
В 1980 году в группу пришёл клавишник Герман Ольшук. К концу года группа начинает работать от концертных организаций как профессиональный коллектив и много гастролирует по СССР.
В 1982 году в группу пришёл новый барабанщик Михаил Тюфлин. В этот период группа работает от Московской областной филармонии и продолжает гастрольную деятельность.
Группа участвовала в рок-фестивалях «Физтех 1982», «Рок-ревю 1987», «Ритмы Юрмалы 1987».
В 1986 году группа записывает свой первый магнитоальбом, в который вошли песни на стихи поэта Александра Шаганова. Некоторые композиции группы звучали на радио «Юность».
В 1988 году группа перешла работать в Центр Стаса Намина, благодаря которому были сделаны студийные записи песен на стихи Маяковского и выпущен миньон на студии звукозаписи «Мелодия», в который вошли песни «Наш марш», «Ешь ананасы», «Нате!» и «Кошачьи похороны». В этом же году был снят клип режиссером Сергеем Морозовым на песню «Нате!».
В 1989 году была сочинена и записана последняя песня на стихи А. Шаганова «Рок-н-ролл на всю ночь».
в записи которой принимали участие духовая секция группы «Бригада С», певица Инна Мень, блюзмен и исполнитель на губной гармошке Михаил Соколов и слайд-гитарист Борис Булкин.
В 1990 году группу покидают Ольшук и Тюфлин. Носачёв и Семёнов ещё некоторое время играют дуэтом, после чего группа прекращает существование.
Во время паузы в деятельности коллектива, Борис Носачёв играет в группе «Зодчие», Герман Ольшук — в группе «Умка и Броневик».
В 1999 году «Мистерия-Буфф» выпускает сборник лучших песен на CD.
12 января 2015 года группа в классическом составе приняла участие в передаче «Рождённые в СССР» на телеканале «Ностальгия».
В 2019 году группа возобновила деятельность и начала работу над записью нового альбома.
В 2023 году группа перезаписала несколько песен, сочиненных в начале своей деятельности с 1976 года, которые вошли в состав альбома «Послушайте…». В создании альбома принимали участие Б. Носачев (гитара, вокал), А. Кульбацкий (бас-гитара, бэк-вокал), М. Тюфлин (барабаны, бэк-вокал), А. Семенов (бас-гитара, бэк-вокал), Г. Ольшук (клавишные), А. Блохин (клавишные), Ирина Сурина (бэк-вокал), С. Орлов (скрипичные), С. Клевенский (флейта), Дмитрий Толпегов (духовая секция), Борис Плотников (губная гармошка), А. Кульбацкий (запись студия «Аудгард»), А. Белоносов (сведение, мастеринг).

## Состав

### Нынешний состав
- Борис Носачёв — вокал,  гитара, клавишные (1979—1990, 1998—1999, 2014—2015, с 2019)
- Александр Семёнов — бас-гитара, бэк-вокал (1979—1990, 1998—1999, 2014—2015, с 2019)
- Герман Ольшук — клавишные, бэк-вокал (1980—1990, 1998—1999, 2014—2015, с 2019)
- Михаил Тюфлин — ударные (1982—1990, 1998—1999, 2014—2015, с 2019)

### Бывшие участники
- Геннадий Куприх — ударные (1979—1982)

## Дискография

### Магнитоальбомы
- Мистерия Буфф I (1986)
- Мистерия Буфф II (1988)

### Мини-альбомы
- Группа Мистерия-Буфф (1989, лейбл «Мелодия»)

### Сборник
- Послушайте (1999)

### Альбомы
- Послушайте... (2023)